# 数理逻辑学期刊
《数理逻辑学期刊》（英語：Journal of Symbolic Logic）是一份由符号逻辑协会出版的具有同行評審的数学期刊，为一季刊。它成立于1936年，内容主要为数理逻辑相关内容。该期刊被《數學評論》、數學文摘及Scopus收录。其MCQ为0.28，2009年时的影响因子为0.631。